# Puszczanie w obieg fałszywych pieniędzy
Puszczanie w obieg fałszywych pieniędzy polega na puszczaniu w obieg przerobionego lub podrobionego pieniądza, innego środka płatniczego lub dokumentu uprawniającego do otrzymania sumy pieniężnej albo zawierającego obowiązek wypłaty kapitału, odsetek, udziału w zyskach albo stwierdzenie uczestnictwa w spółce albo przyjmowaniu, przechowywaniu, przewożeniu, przenoszeniu lub przesyłaniu w takim celu albo pomaganiu do jego zbycia lub ukrycia.
Sprawca, który puszcza w obieg sfałszowane przez siebie pieniądze, odpowiada wyłącznie za fałszowanie pieniędzy. Drugi czyn stanowi bowiem przestępstwo współkarane w ramach zbiegu pomijalnego przestępstw.
W przypadku mniejszej wagi sąd może zastosować nadzwyczajne złagodzenie kary.